# Corentin Cariou
Corentin Cariou, cuyo nombre completo es Corentin Marie Cariou (1898-1942), concejal comunista del  distrito 19° de París, fue fusilado como rehén por los Alemanes bajo la Ocupación. Una avenida y una estación de metro (sobre la línea 7) llevan su nombre en este distrito.
No debe ser confundido con su homónimo Corentin Marie Cariou (1922-1944), nacido como él en Loctudy, miembro de la resistencia, muerto en la deportación al campo de Dora.

## Biografía
Corentin Marie Cariou nació el 13 de diciembre de 1898, en Loctudy, su padre Pierre Cariou, marinero-pescador, y su madre Corentine Struillou, jornalera. Es el menor de una familia de once hijos. Su hermano mayor fallece en el mar. A los doce años y medio, Corentin embarca como grumete. Continua como pescador hasta sus dieciocho años. En 1917, movilizado, es marinero sobre la Jeanne de Arco, después sobre el torpedero Sakalave y sobre el acorazado Courbet. Es licenciado en 1920, y vuelve a ser pescador.
A la muerte de sus padres, en 1923, que hablaban « bastante mal » el francés y nunca habían « leído nada», parte a trabajar a París. Por medio de su hermano Jean, entra en la Compañía del gas de París. Trabaja como ayudante de forja en la fábrica de alquitrán (hoy demolida) de la Villette. Titularizado en 1925, se vuelve ayudante de ajustador.

### El militante sindical
De 1921 a 1934, el panorama sindical está marcado por la oposición entre « unitarios » de la CGTU y « confederados » de la CGT.
En 1923, Corentin Cariou se une a la CGTU, y tal vez a la SFIC (Sección Francesa de la Internacional Comunista — antiguo nombre del Partido comunista francés). En 1924, participa en la constitución de la sección n° 193 del Gas de la Villette. En 1926, es elegido secretario y tesorero de la Caja de solidaridad de las "gaziers unitaires de la Villette". En 1927, 1928 y 1929, fue seleccionado para la comisión ejecutiva de la Unión de  sindicatos unitarios de la región parisina. A partir de septiembre de 1929, entra en el puesto de la comisión de los conflictos de la Federación nacional CGTU de los Servicios públicos y del Alumbrado.
En 1928 y 1929, es secretario de la 1.º sección comunista de la región parisina. Es en esta época cuando entra en conflicto con su hermano, sobre los planes políticos y sindicales.
Corentin y Jean Cariou son ambos de la CGTU Gas de París, pero son de tendencias diferentes :
- Corentin pertenece a la corriente « unitaria », cercano de la SFIC-Partido comunista. Mayoritaria en la CGTU nacional, esta corriente es minoritaria a la CGTU Gas de París.
- Jean es un sindicalista revolucionario (cercano de Piedra Monatte y de la revista sindicalista La Revolución proletaria). Esta corriente es mayoritaria en la CGTU Gas de París y Jean Cariou es el secretario general.

Pero, durante las elecciones del 20 de mayo de 1930, los unitarios ganan, y Corentin toma el lugar de su hermano.
En febrero de 1931, Corentin Cariou crea la primera escuela sindical.
En 1932, es elegido secretario del comité intersindical CGTU de los servicios públicos de la región parisina.
Durante el VII congreso nacional de la SFIC-Partido Comunista, en 1932, Corentin Cariou entra al Comité central, que abandonará durante el congreso siguiente, en 1936.
En 1935, por el caso de un cartel juzgado difamatorio, es revocado de la compañía Gas de París, al igual que todo el despacho del sindicato. Los medios se hacen un gran eco y, después de dos meses de una vasta campaña de opinión, los siete hombres son readmitidos.
En 1937 y 1938, Corentin Cariou es miembro de la Federación de los Bretones emancipados, dirigida por Marcel Cachin, que milita para la defensa de la cultura bretona.
En 1938, fue elegido representante del barrio del Puente-de-Flandes (distrito 19° de París), Corentin Cariou entra al consejo municipal de París.

### Represiones deDaladiery Sérol
El 23 de agosto de 1939, es firmado el Pacto germano-soviético, lo que provoca que causa mucha división y agitación entre los comunistas franceses, después de su compromiso contra el fascismo español. El 3 de septiembre, Francia le declara la guerra a la Alemania nazi. Por el decreto-ley Daladier del 26 de septiembre, el PC-SFIC es prohibido. Toda actividad comunista es ilegal. Corentin Cariou no es movilizado, sino puesto a  disposición de la policía. Tiene que esperar una orden individual de movilización.
El 8 de octubre, tienen lugar los primeros arrestos de diputados comunistas. El 18 de noviembre, un nuevo decreto-ley Daladier prevé el internamiento administrativo de « todos individuos peligrosos para la defensa nacional o la seguridad pública ».
El 23 de diciembre, Corentin Cariou es movilizado a la vez y internado administrativamente en el campo de Baillet-en-Francia.  En enero, es transferido a la Granja Santa-Benoît, en Sena-y-Oise, en la primera compañía especial. Es allí que, el 21 de enero de 1940, descubre que ha sido destituido de su mandato municipal por el consejo de la jefatura. En marzo, es transferido al campo de internamiento de Villa-Lastic.
El decreto Sérol del 9 de abril de 1940 prevé la pena de muerte por propaganda comunista.
En primavera 1940, tiene lugar la ofensiva alemana en Francia. Durando la retirada de junio, Corentin Cariou se escapa. El 22 de junio de 1940, el gobierno francés firma el armisticio con Alemania.
Durante todo el verano 1940, el PC-SFIC lleva una política de legalización del partido. Incita los comunistas a salir de la clandestinidad, lo que tendrá consecuencias dramáticas al facilitar el arresto de millares de militantes, durante las redadas de octubre y de noviembre. Corentin Cariou se dirige así pues a Lyon para que lo desmovilicen. Después va a buscar en Bretaña a su mujer, Marianne, y a su hija, Andrée, de nueve años. Los tres vuelven a París. El PC-SFIC clandestino le confía a Corentin las responsabilidades en el distrito 19.º de París .

### Represión de Vichy
El régimen de Vichy no liberó a los militantes víctimas de la represión de Daladier. Con la ley del 3 de septiembre de 1940, el régimen podrá lanzar a su vez una nueva caza a los comunistas.
El 4 de octubre de 1940, Corentin Cariou se percata de que está vigilado. Se dispone a partir para esconderse. Pero, al día siguiente, la policía lo arresta en su domicilio, 82, calle Compans. Es internado en el sanatorium de Aincourt. En abril de 1941, por haber participado en un « movimiento de indisciplina », es encarcelado en la casa central de Poissy.  En mayo, es transferido al campo de Châteaubriant, donde está ubicado en la barraca de los aislados.

### Represión nazi
El 26 de abril de 1941, el Komintern cambia su línea de acción. Ordena al PC-SFIC de luchar contra los nazis. El 15 de mayo, el PC-SFIC funda el Frente nacional de lucha para la independencia de Francia. El 22 de junio, la Alemania nazi invade el URSS, lo que rompe de hecho el pacto germano-soviético. Los comunistas franceses entran masivamente en la resistencia armada. Los nazis  llevan a cabo una persecución intensa. Los 10 000 a 20 000 militantes presos en los campos estatales franceses sirven de rehenes.
En el campo de Châteaubriant, Corentin Cariou vio, el 22 de octubre, la ejecución de rehenes. En febrero de 1942, es transferido al campo de Royallieu, a Compiègne.
El 1.º marzo, un atentado es dirigido contra un centinela nazi, en la calle de Tánger, en el 19.º distrito de París. Los nazis deciden fusilar a veinte « comunistas y judíos ». Corentin Cariou es ejecutado el 7 de marzo de 1942, al mediodía, junto a Pierre Rigaud y Léopold Réchossière (sindicalista de la TCRP), en un claro del bosque de Carlepont, allí mismo donde Louis Thorez fue fusilado el 21 de febrero. Corentin Cariou está enterrado en el cementerio de Cuts, municipio vecino.

## Memoria

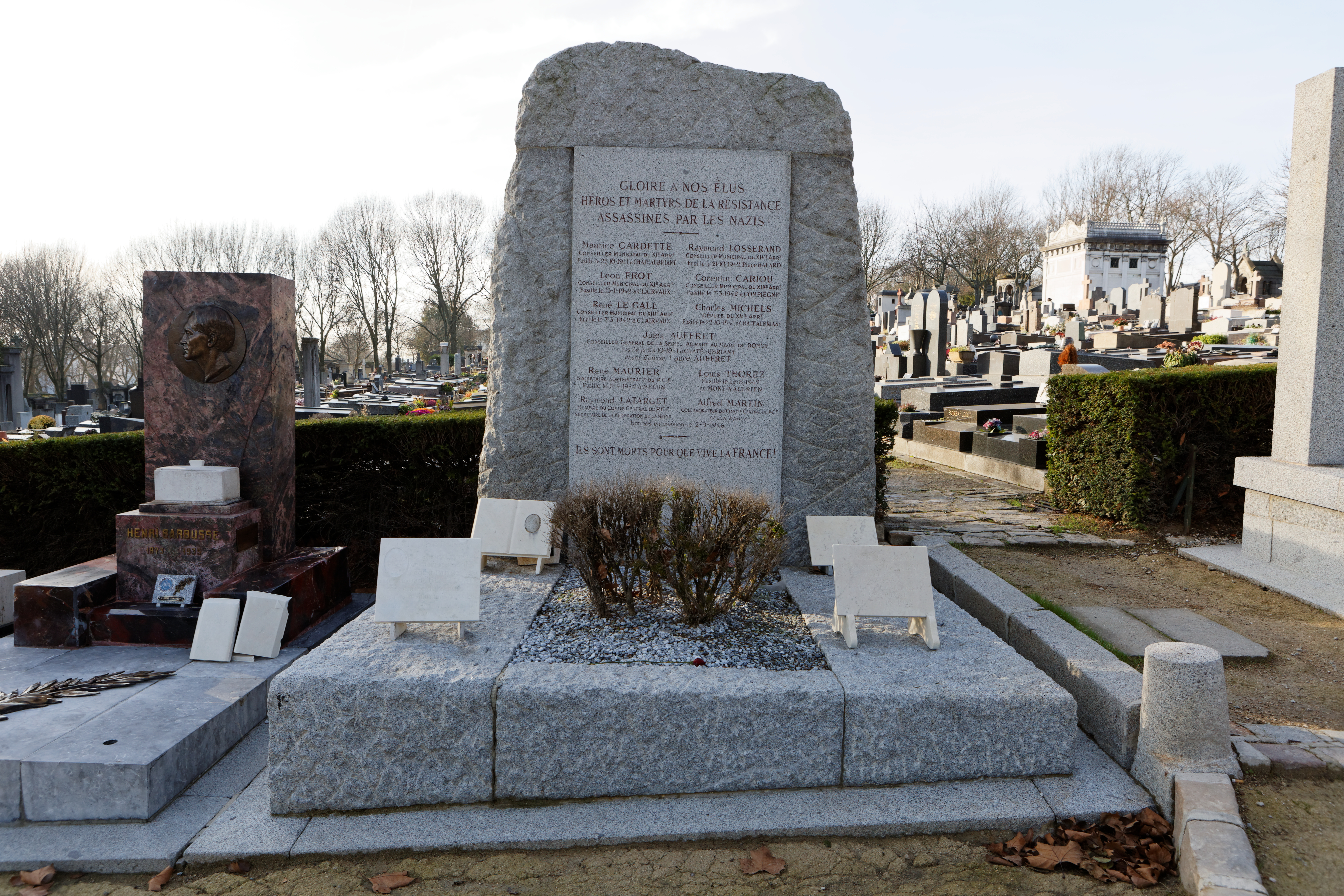
Tumba en el cementerio de Pére-Lachaise.

Desde el 1.º de noviembre de 1945, descansa cerca del Muro de los Federados, en el cementerio del Padre-Lachaise, en París, con otras seis  víctimas del nazismo : Jules Auffret, Léon Frot, Maurice Gardette, Renacido El Gall, Raymond Losserand y Charles Michels.
El 20 de octubre de 1946, la ciudad de París honra su memoria en el 19.º distrito de París que fue su circunscripción. La avenida del Puente-de-Flandes y la estación de metro del mismo nombre se llaman a partir de entonces Corentin-Cariou. La avenida Corentin-Cariou bordea la parte noreste del barrio de Villette, cercana del lugar de la antigua fábrica de alquitranes donde había trabajado.
En el lugar de la ejecución, aproximadamente 20 km al noreste de Compiègne, yergue una estela. Otra se encuentra en la antigua fábrica Gas de Francia de Gennevilliers, 178 avenida Marcel-Paul (antigua avenida del Puente-de Épinay).